# Partit dels Lliurepensadors (Grècia)
El Partit dels Lliurepensadors (grec Kόμμα των Ελευθεροφρόνων) fou un partit polític grec fundat el 1922 per Ioannis Metaxàs després de la guerra greco-turca (1919-1922). El programa del partit fou publicat al diari Nea Imera, i a les eleccions legislatives gregues de 1926 fou el tercer partit més votat, però a les eleccions posteriors va perdre força representació. Malgrat la minsa representació després de les eleccions legislatives gregues de 1936 va donar suport el govern dictatorial de Metaxàs fins a 1941.

## Resultats electorals

### Eleccions legislatives
| Any  | Vots    | %     | Escons   | +/- | Govern   |
| ---- | ------- | ----- | -------- | --- | -------- |
| 1926 | 151,660 | 15.78 | 52 / 286 | Nou | Oposició |
| 1928 | 53,958  | 5.3   | 1 / 250  | 51  | Oposició |
| 1932 | 18,591  | 1.59  | 3 / 254  | 2   | Oposició |
| 1933 | 25,758  | 2.3   | 6 / 248  | 3   | Coalició |
| 1936 | 50,137  | 3.9   | 7 / 300  | 1   | Coalició |